# Anurophorus atlanticus
Anurophorus atlanticus är en urinsektsart som beskrevs av Fjellberg 1974. Anurophorus atlanticus ingår i släktet Anurophorus och familjen Isotomidae. Arten är reproducerande i Sverige. Inga underarter finns listade i Catalogue of Life.